# Maria Otero
Pour les articles homonymes, voir Otero.
Maria Otero, née le 8 août 1950, est une personnalité politique américaine qui a été a sous-secrétaire d'État à la Démocratie et aux Affaires Internationales entre 2009 et 2013. Elle supervise et coordonne la politique étrangère américaine, sur différentes questions internationales, incluant : la démocratie, les droits de l'homme et le travail ; l'environnement, les océans, la santé et les sciences ; les populations, les réfugiés et les migrations ; et le trafic d'êtres humains. Elle a également été nommée Coordinatrice spéciale pour le Tibet.

## Carrière
Maria Otero était auparavant présidente directrice générale de ACCION International, association pionnière, et leader, dans le domaine de la microfinance, présente dans 25 pays. Sous la direction de Maria Otero, le réseau d'institutions de microfinance d'ACCION a fortement étendu sa portée ; le nombre de personnes bénéficiant de leurs services est passé de 460 000 personnes à 3,7 millions, grâce à un portefeuille combiné qui est passé de 274 millions de dollars à quasiment 3,6 milliards de dollars. 
Elle est l'une des chefs de file de la microfinance durable, publiant à de nombreuses reprises sur le sujet, et intervenant dans le monde entier à propos de la microfinance, de la question des femmes et de la réduction de la pauvreté.
Avant de faire partie d'ACCION, Maria Otero occupait la fonction d'économiste pour l'Amérique latine, à l'Office de la femme et du développement, à l'Agence des États-Unis pour le développement international (USAID). Elle a également travaillé pendant cinq ans au CEPDA (Centre for Development and Population Activities)
En juin 2006, Maria Otero est nommée par le secrétaire général des Nations unies Kofi Annan pour faire partie du groupe des conseillers des Nations unies sur la question de l'ouverture à tous des secteurs financiers. Elle a également siégé au conseil d'administration de l'Institut des États-Unis pour la paix, un poste que lui a offert Bill Clinton. 
Elle a présidé le conseil d'administration du mouvement Bread for the World et a aussi siégé aux conseils d'administration de Calvert Foundation, Public Welfare Foundation, de la Fondation Inter-américaine, et du BRAC (Comité de développement rural du Bangladesh). 
Elle est membre du think tank Council on Foreign Relations.
Maria Otero a été la fonctionnaire hispanique la plus haut placée au département d'État, et la première femme latine à occuper le poste de sous-secrétaire d'État.

## Récompenses et honneurs
En octobre 2005, elle est considérée par le magazine Newsweek comme l'une des 20 femmes les plus influentes des États-Unis ; puis « Femme élite de l'année » en 2007 par le Hispanic Business Magazine. Elle a également reçu un prix pour des 'Services distingués en Amérique latine' par l'université Notre-Dame aux Philippines, et la médaille d'honneur d'Ellis Island.

## Vie personnelle
Née à La Paz, en Bolivie, Maria Otero a déménagé aux États-Unis à l'âge de 12 ans.
Elle a obtenu un master en littérature à l'université du Maryland, un master en relations internationales à la Paul H. Nitze School of Advanced International Studies (SAIS) (centre universitaire qui dépend de l'université Johns-Hopkins), et a reçu un doctorat honoris causa en lettres humaines du Dartmouth College.
Depuis 1997, elle est également professeur auxiliaire au SAIS, où elle donne, en collaboration avec un collègue, un cours sur la microfinance.
Elle est mariée à Joseph T. Eldridge, un défenseur des droits de l'homme et aumônier principal à l'American University.
Ils ont trois enfants et un petit-enfant. 
Son cousin Jaime Aparicio est un diplomate et avocat bolivien, ambassadeur de Bolivie aux États-Unis et défenseur de la démocratie en Amérique latine. Il fut également président du Comité juridique inter-américain de l'Organisation des États américains.